# Shevtchenkella
Shevtchenkella är ett släkte av spindeldjur som beskrevs av Bagdasarian 1978. Shevtchenkella ingår i familjen Eriophyidae.
Släktet innehåller bara arten Shevtchenkella carinata.